# Йероспудастис
„Йероспудастис“ (на гръцки: «Ιεροσπουδαστής», в превод Семинарист) е гръцко списание, издавано в град Лерин (Флорина), Гърция, от 1981 до 1991 година.

## История
Списанието започва да излиза в 1981 година и е издание на Леринската митрополия. Главен редактор е професорът богослов и проповедник Димитриос П. Ризос. Спира в 1991 година.